# NGC 106
NGC 106 è una galassia lenticolare situata nella costellazione dei Pesci.
La sua distanza dal nostro sistema solare è stimata in 270 milioni di anni luce e ha una magnitudine apparente di 14,5.
La galassia è stata scoperta nel 1886 dall'astronomo americano Francis Leavenworth.